# Petter Dass

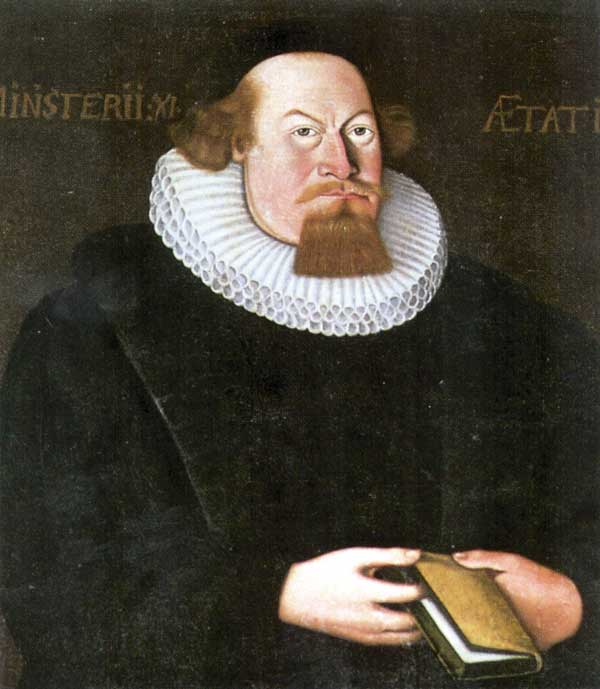
Porträt von Petter Dass in der Kirche von Melhus

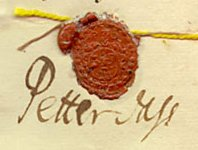
Siegel und Signatur des Künstlers von 1701

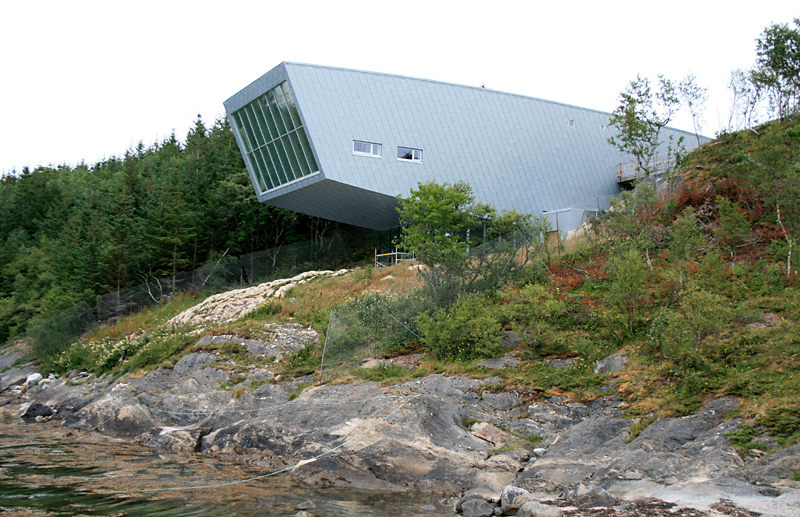
Das „Petter Dass Museum“ in Alstahaug, entworfen vom Architekturbüro Snøhetta

Petter Dass (* etwa 1646 in Helgeland; † 17. August 1707 in Alstahaug) war ein norwegischer lutherischer Theologe, Lyriker und Verfasser von Kirchenliedern.

## Leben
Dass war der Sohn des nach Nordnorwegen ausgewanderten schottischen Kaufmanns Peter Dundas, und Maren Falchs, Tochter des Vogtes von Helgeland, Peter Jakobsson Falck. Er wuchs in Nærøy in Trøndelag auf und ging in Bergen zur Schule. Nach seinem Theologiestudium in Kopenhagen war er dort von 1665 bis 1667 als Hauslehrer tätig. 1669 avancierte er zum Kaplan von Nesna, 1689 wurde er Pfarrer der Gemeinde Alstahaug. Neben seiner seelsorgerischen Tätigkeit war er auch im Küstenhandel aktiv. Vor allem in seiner Zeit als Kaplan litt er, wie die gesamte nordnorwegische Bevölkerung, große wirtschaftliche Not.

## Schaffen
Petter Dass ist einer der wichtigsten Lyriker Norwegens im 17. Jahrhundert. Im Stil von Martin Luthers kleinem Katechismus schrieb Dass Kirchenlieder und besang in populären Weisen das Leben seiner norwegischen Heimat. In den 16 Strophen seiner Psalmnachdichtung Herre Gud, ditt dyre navn og ære, einem Lobpreis der Schöpfung, führt er z. B. unter anderem alle vor der Küste von Helgeland lebenden Fische namentlich an. Seine Gedichte waren Dass häufig Mittel zum Zweck seines seelsorgerischen Wirkens.
Der Barockdichtung verwandt ist Nordlands Trompet (Die Trompete des Nordlandes), eine detaillierte und kulturgeschichtlich interessante Schilderung des harten und einfachen Lebens der norwegischen Bauern und Fischer.

### Werke
- Aandelig Tidsfordriv eller Bibelske Viisebog, 1711
- Katechismus-Sange, 1714
- Nordlands Trompet, 1739
- Den Nordske Dale-Viise, ca. 1670

### Ausgaben
- Samlede Verker, 3 Bände, hrsg. von Kjell Heggelund. Gyldendal, Oslo 1997

### Übersetzungen
- Die Trompete des Nordlandes und andere Gedichte. Aus dem Norwegischen von Ludwig Passarge. Gotha 1897